# 陈嘉庚纪念馆

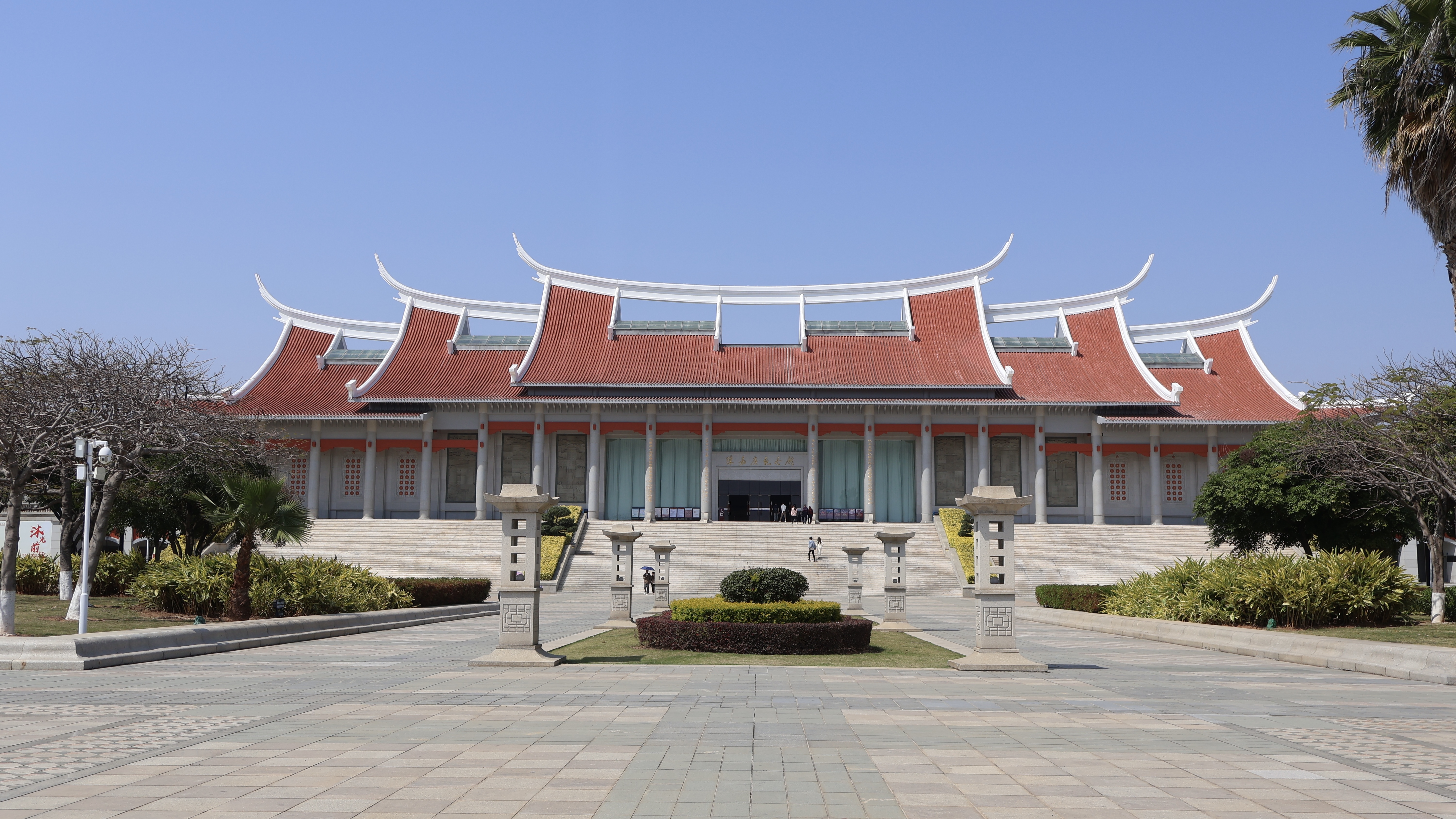
陈嘉庚纪念馆

陈嘉庚纪念馆位于中國福建省厦门市集美区浔江之滨，位于嘉庚公园北门以北填海处，占地104484平方米，建筑面积11000.5平方米。

## 历史
纪念馆于2008年10月21日陈嘉庚先生诞辰134周年之际试开馆，2009年元旦对社会公众开放。
纪念馆展厅由一个360平方米的序厅和四个780平方米的陈列厅组成，并与鳌园、嘉庚文化广场等景区连成一片。纪念馆目前收集有500多件珍贵文物，其中陈嘉庚先生的《南侨回忆录》手稿堪称是“镇馆之宝”，其余重要展品还有陈嘉庚遗嘱、证件证书、公私信函、工作和生活用品，集美学校“诚毅”牌匾、各机构印章等。

## 相关
- 陈嘉庚
- 陈嘉庚墓